# UTC−2:30

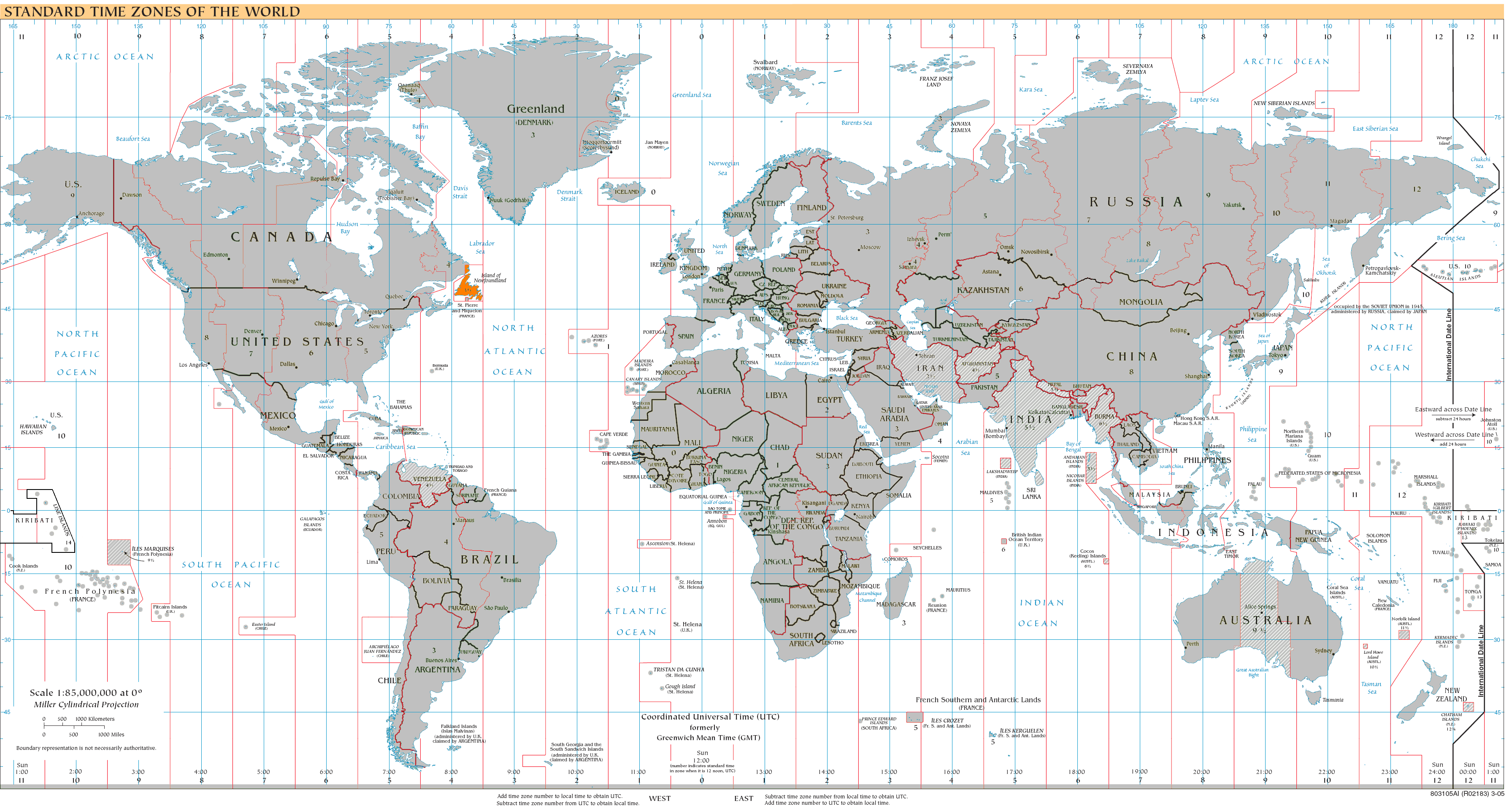
UTC−2:30 на карте часовых поясов мира:
оранжевым — зона UTC−2:30 летом (апрель-октябрь) в Северном полушарии

UTC−2:30 — часовой пояс, используемый как летнее время пояса UTC−3:30.

## ЛетомвСеверном полушарии
- Канада:
  -  Ньюфаундленд и Лабрадор:
    - Остров Ньюфаундленд
    - Юго-восток Лабрадора